# Nachal Ktalav
Nachal Ktalav (hebrejsky: נחל קטלב), Planikové údolí, je vádí v Judských horách v Izraeli.

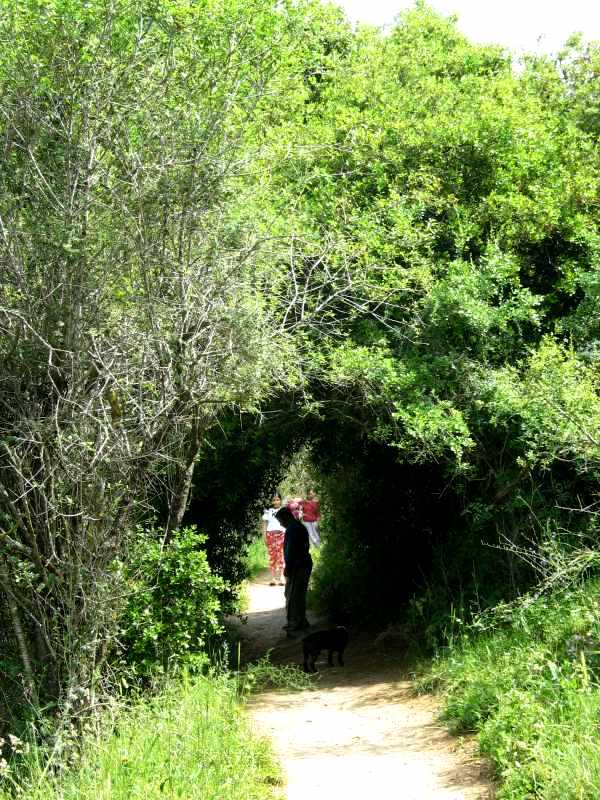
Vegetace v okolí Nachal Ktalav

Začíná poblíž obcí Bar Giora a Cur Hadasa v kopcovité krajině v Jeruzalémském koridoru. Kromě srážkových vod je živeno několika prameny, které se nacházejí v jeho blízkosti (Ejn Ktalav, Ejn Giora). Jméno vádí je odvozeno od stromu planiky drobnolisté (hebrejsky ktalav). Směřuje k severozápadu, přičemž míjí horu Har Giora a sestupuje hlubokým údolím se zalesněnými svahy. Ústí pak zleva do potoka Sorek, přičemž podchází železniční trať do Jeruzaléma vedoucí údolím Soreku. Poblíž stojí opuštěná železniční stanice Dajr aš-Šajch (pojmenována podle arabské vesnice, jež tu do roku 1948 stála).
Svahy vádí mají porosty původních stromů a keřů a údolí je turisticky využíváno. Je začleněno do přírodní rezervace Nachal Sorek.